# Kaniankowate
Kaniankowate (Cuscutaceae Dumort.) – rodzina roślin z rzędu psiankowców (Solanales) wyróżniana w niektórych systemach klasyfikacyjnych okrytonasiennych (np. w systemie Reveala z lat 1993–1999). W nowszych systemach (np. system APG III z 2009 i APG IV z 2016) rodzina ta nie jest wyróżniana i odpowiada plemieniu Cuscuteae w obrębie rodziny powojowatych (Convolvulaceae). Takson monotypowy (tylko rodzaj kanianka Cuscuta). Przedstawiciele rodziny występują głównie w strefie tropikalnej i subtropikalnej, część w umiarkowanej. Są to rośliny pasożytnicze, bezzieleniowe i bezkorzeniowe, pobierające pokarm z roślin żywicielskich. 

## Systematyka
Pozycja systematyczna według APweb (aktualizowany system APG IV z 2016)
Rodzina ta nie jest wyróżniana, gatunki do niej należące umieszczone są w rodzinie powojowatych (Convolvulaceae) w plemieniu Cuscuteae. 
Pozycja rodziny w systemie Reveala (1993–1999)
Gromada okrytonasienne (Magnoliophyta Cronquist), podgromada Magnoliophytina Frohne & U. Jensen ex Reveal, klasa Rosopsida Batsch, podklasa jasnotowe (Lamiidae Takht. ex Reveal), nadrząd Solananae R. Dahlgren ex Reveal, rząd psiankowce (Solanales Dumort.), rodzina kaniankowate (Cuscutaceae Dumort.).
Rodzaje według Crescent Bloom
- kanianka (Cuscuta L.)